# Дивізія А 1927—1928
Дивізія А 1927-28 — 16-ий сезон чемпіонату Румунії з футболу. Усі футбольні клуби країни були поділені на 12 регіональних ліг за територіальним принципом. Переможець кожної з ліг взяв участь у національному етапі. Титул вперше здобув Колця (Брашув).

## Команди
У змаганнях брав участь також клуби Полонія із українських Чернівців та Міхай-Вітязу із молдовського Кишинева, які на той час були у складі Румунії.

## Регіональний етап

### Перший раунд
| Команда 1                 | Рахунок  | Команда 2                        |
| ------------------------- | -------- | -------------------------------- |
| Глорія ЧФР (Арад)         | 1:1; -:+ | Джиул (Лупені)                   |
| Мурешул (Тиргу-Муреш)     | 4:0      | Індустрія Сирмей (Кимпія-Турзій) |
| Олімпія (Бухарест)        | 2:1      | Триколор (Плоєшті)               |
| Стеруйнца (Орадя)         | 5:1      | Олімпія (Сату-Маре)              |
| Вікторія Тінерій (Бреїла) | 0:4      | ДВА Галац                        |

### Другий раунд
| Команда 1      | Рахунок | Команда 2             |
| -------------- | ------- | --------------------- |
| Роминія (Клуж) | 3:1     | Мурешул (Тиргу-Муреш) |

## Національний етап
| Регіон    | Команда                |
| Арад      | Джиул (Лупені)         |
| Бухарест  | Олімпія (Бухарест)     |
| Брашув    | Колця (Брашув)         |
| Чернівці  | Полонія (Чернівці)     |
| Кишинів   | Міхай-Вітязу (Кишинів) |
| Клуж      | Роминія (Клуж)         |
| Крайова   | Краю Йован (Крайова)   |
| Галац     | ДВА Галац              |
| Ясси      | Конкордія (Ясси)       |
| Орадя     | Стеруйнца (Орадя)      |
| Сібіу     | Шоймій (Сібіу)         |
| Тімішоара | Кінезул (Тімішоара)    |

### Перший раунд
| Команда 1              | Рахунок | Команда 2          |
| ---------------------- | ------- | ------------------ |
| 24 червня 1928         |         |                    |
| ДВА Галац              | 2:4     | Олімпія (Бухарест) |
| Краю Йован (Крайова)   | 2:4     | Шоймій (Сібіу)     |
| Роминія (Клуж)         | 3:2     | Стеруйнца (Орадя)  |
| Міхай-Вітязу (Кишинів) | 9:1     | Конкордія (Ясси)   |

### 1/4 фіналу
| Команда 1              | Рахунок  | Команда 2           |
| ---------------------- | -------- | ------------------- |
| 1-8 липня 1928         |          |                     |
| Олімпія (Бухарест)     | 2:3      | Колця (Брашув)      |
| Шоймій (Сібіу)         | 2:2; 4:3 | Кінезул (Тімішоара) |
| Роминія (Клуж)         | 0:2      | Джиул (Лупені)      |
| Міхай-Вітязу (Кишинів) | 5:2      | Полонія (Чернівці)  |

### 1/2 фіналу
| Команда 1        | Рахунок | Команда 2              |
| ---------------- | ------- | ---------------------- |
| 15-21 липня 1928 |         |                        |
| Джиул (Лупені)   | +:-     | Шоймій (Сібіу)         |
| Колця (Брашув)   | 6:4     | Міхай-Вітязу (Кишинів) |

### Фінал
| Команда 1      | Рахунок | Команда 2      |
| -------------- | ------- | -------------- |
| 19 липня 1928  |         |                |
| Колця (Брашув) | 3:2     | Джиул (Лупені) |